# Маида (Ређо ди Калабрија)
Маида је насеље у Италији у округу Ређо ди Калабрија, региону Калабрија.
Према процени из 2011. у насељу је живело 126 становника. Насеље се налази на надморској висини од 129 м.